# Dicrotendipes simpsoni
Dicrotendipes simpsoni är en tvåvingeart som beskrevs av Epler 1987. Dicrotendipes simpsoni ingår i släktet Dicrotendipes och familjen fjädermyggor.
Artens utbredningsområde är New York. Inga underarter finns listade i Catalogue of Life.